# Мигалки
Мига́лки (укр. Мигалки) — село, входит в Бучанский район Киевской области Украины. 
Село расположено на берегу реки Тетерев.
Население по переписи 2001 года составляло 1157 человек. Площадь населённого пункта — 14 км².

## Местный совет
07822, Киевская обл., Бородянский район, с. Мигалки, ул. Ленина, 49. Тел. (04577) 33231.